# S行列
S行列（Sぎょうれつ）または散乱行列（さんらんぎょうれつ、英: scattering matrix）とは、散乱過程の始状態と終状態に関係する行列である。量子力学、散乱理論、場の量子論、マイクロ波工学などで用いられる。
量子論における散乱演算子は、ヒルベルト空間上の粒子の漸近的な状態をつなぐユニタリ演算子として定義される。
{\displaystyle {\begin{aligned}{\hat {S}}|\psi (-\infty )\rangle &=|\psi (\infty )\rangle \\{\hat {S}}^{\dagger }&={\hat {S}}^{-1}\end{aligned}}}
つまり、始状態 {\displaystyle t=-\infty } の後に散乱過程が起こり、終状態 {\displaystyle t=\infty } に到達したときの、時間発展演算子 {\displaystyle {\hat {U}}(-\infty ,\infty )}が散乱演算子である。この散乱演算子を行列表示したものがS行列である。

## 設定・定義
散乱過程を始状態から終状態への転移としてとらえる散乱理論では、その転移確率を時間依存シュレディンガー方程式を用いて求める（時間発展についてはシュレディンガー描像から相互作用描像に書き換えてから計算することもある）。この方法は量子力学の考え方に沿った方法であり、非弾性散乱なども扱えるため一般性がある。
- 系の時間発展は相互作用描像であるとする。つまり状態の時間発展は「朝永-シュウィンガーの式」で表される。

- 衝突前の始状態の時刻としては、事実上無限の過去の時刻{\displaystyle t'=-\infty }をとることができる。
- {\displaystyle t'=-\infty }には、2個の入射粒子は十分遠くに離れていて、その間に相互作用はないと考えられる。
- ただし粒子間の相互作用は、粒子間距離{\displaystyle r}の逆数{\displaystyle 1/r}よりもはやく消えるものとする(したがって粒子間にクーロン力が作用する場合には、以下の理論はそのままでは適用できない)。この条件をみたす限り、{\displaystyle t'=-\infty }における状態として、自由ハミルトニアン{\displaystyle {\hat {H}}_{0}}の固有状態を選ぶことができる。すなわち{\displaystyle t'=-\infty }において系の状態ベクトル{\displaystyle |\psi _{I}(t'=-\infty )\rangle }を以下のように設定しておく。

{\displaystyle {\begin{aligned}|\psi _{I}(t'=-\infty )\rangle &=|\Phi _{i}\rangle \\{\hat {H}}_{0}|\Phi _{i}\rangle &=E_{i}|\Phi _{i}\rangle \\\langle \Phi _{i}|\Phi _{j}\rangle &=\delta _{i,j}\end{aligned}}}
このとき状態の時間変化は時間発展演算子を用いて以下のように表せる。
{\displaystyle |\psi _{I}(t)\rangle ={\hat {U}}(t,-\infty )|\psi _{I}(-\infty )\rangle ={\hat {U}}(t,-\infty )|\Phi _{i}\rangle }
この表式は、はじめ時刻{\displaystyle t'=-\infty }において状態{\displaystyle |\Phi _{i}\rangle }にあった系が、時刻{\displaystyle t}においては相互作用の影響によって状態{\displaystyle |\psi _{I}(t)\rangle }に変わっていることを表すものである。
2粒子の衝突が終わり、それらの粒子がたがいに遠くに離れた時刻を{\displaystyle t=+\infty }とすると、その状態は
{\displaystyle |\psi _{I}(t'=+\infty )\rangle ={\hat {U}}(+\infty ,-\infty )|\Phi _{i}\rangle }
で与えられる。この式によって形成された状態ベクトル{\displaystyle |\psi _{I}(t'=+\infty )\rangle }を、{\displaystyle {\hat {H_{0}}}}の固有ベクトルの完全系{\displaystyle |\Phi _{i}\rangle }で展開し、その展開係数を{\displaystyle S_{j,i}}と書くと、
{\displaystyle \langle \Phi _{f}|\psi _{I}(+\infty )\rangle =\langle \Phi _{f}|{\hat {U}}(+\infty ,-\infty )|\Phi _{i}\rangle =\sum _{j}\langle \Phi _{f}|\Phi _{j}\rangle S_{j,i}=\sum _{j}\delta _{f,j}S_{j,i}=S_{f,i}}
である。すなわち
{\displaystyle S_{f,i}=\langle \Phi _{f}|{\hat {U}}(+\infty ,-\infty )|\Phi _{i}\rangle }
は、時刻{\displaystyle t'=-\infty }に{\displaystyle {\hat {H_{0}}}}の固有状態{\displaystyle |\Phi _{i}\rangle }にあった系が、相互作用{\displaystyle {\hat {V}}_{I}}によって、時刻時刻{\displaystyle t'=+\infty }において{\displaystyle {\hat {H_{0}}}}の固有状態{\displaystyle |\Phi _{f}\rangle }に転移する確率振幅を与える。この{\displaystyle S_{f,i}}をS行列と呼び、{\displaystyle {\hat {S}}={\hat {U}}(+\infty ,-\infty )}をS演算子と呼ぶ。
散乱現象に関するすべての知識はS行列によって記述される。つまり、S行列が求められれば散乱問題は解けたことになる。S行列が求まれば、その絶対値の2乗をとることにより、始状態{\displaystyle \psi _{i}\rangle }から終状態{\displaystyle \psi _{f}\rangle }への転移確率{\displaystyle W_{f,i}}が求まる。
{\displaystyle W_{f,i}=|S_{f,i}|^{2}}
これより散乱断面積が計算できる。したがって、散乱現象を状態の転移として考える立場において、S行列はその中心的な役割をになう重要な物理量となる。

## T行列・リアクタンス行列
散乱問題を解くときにS行列の代わりに
{\displaystyle {\hat {S}}={\hat {1}}+2i{\hat {T}}}
で定義されるT行列を使うこともある。T行列は散乱振幅に直結していて便利である。
さらにケイリー変換
{\displaystyle {\hat {S}}={\frac {1+i{\hat {R}}}{1-i{\hat {R}}}}}
によってエルミート演算子{\displaystyle {\hat {R}}}を導入することがあるが、これをR行列またはリアクタンス行列という。